# Мэтиас, Роберт
Роберт Брюс «Боб» Матиас (англ. Robert Bruce «Bob» Mathias, 17 ноября 1930, Тулэри (англ.), штат Калифорния, США — 2 сентября 2006, Фресно, штат Калифорния, США) — американский легкоатлет (десятиборье) и политик.
Олимпийский чемпион 1948 и 1952 годов. Установил 2 мировых рекорда (1950, 1952).
Своё первое олимпийское золото выиграл в возрасте 17 лет, а второе, с мировым рекордом, — в 21 год, после чего ушёл из лёгкой атлетики. Во время учёбы в университете играл в американский футбол, а в 1953 году был задрафтован клубом «Вашингтон Рэдскинз», но в Национальной футбольной лиге никогда не выступал. После окончания спортивной карьеры служил во флоте, снимался в кино, а затем стал политиком и в 1967—1975 годах был членом Палаты представителей США от Калифорнии.
Был дважды женат. От первой жены Мельбы (были женаты в 1954—1976 годах) у Боба было три дочери (Ромель, Меган и Марисса). Ещё один сын у Мэтиаса родился вне брака. В 1977 году Боб женился на Гвен Александер, бывшей супруге американского конгрессмена Билла Александера.